# بتشوف ناد تپلوو
بتشوف ناد تپلوو (به چکی: Bečov nad Teplou) یک منطقهٔ مسکونی در جمهوری چک است که در ناحیه کارلووی واری واقع شده‌است. بتشوف ناد تپلوو ۹۷۳ نفر جمعیت دارد.